# Фридрих (Шлезвиг-Холщайн-Зондербург-Визенбург)
Вижте пояснителната страница за други личности с името Фридрих.
Фридрих фон Шлезвиг-Холщайн-Зондербург-Визенбург (на немски: Friedrich von Schleswig-Holstein-Sonderburg-Wiesenburg; * 2 февруари 1652; † 7 октомври 1724, Визенбург) от странична линия на Дом Олденбург, е вторият херцог на Шлезвиг-Холщайн-Зондербург-Визенбург (1689 – 1724) и императорски генерал-лейтенат в Унгария и императорски фелдмаршал.

## Биография
Той е син на херцог Филип Лудвиг фон Шлезвиг-Холщайн-Зондербург-Визенбург (1620 – 1689) и втората му съпруга Анна Маргарета фон Хесен-Хомбург (1629 – 1686), единствената дъщеря на ландграф Фридрих I фон Хесен-Хомбург (1585 – 1638) и графиня Маргарета Елизабет фон Лайнинген-Вестербург (1604 – 1667). 
През 1723 г. Фридрих продава Визенбург на единствения си син Леополд, който малко след смъртта му той го продава.
Фридрих умира на 7 октомври 1724 г. на 72 г. във Визенбург и е погребан там.

## Фамилия
Фридрих се жени тайно през нощта на 14 юли 1672 г. в дворец Бриг за Шарлота фон Лигница-Бриг (* 2 декември 1652, Бриг; † 24 декември 1707, Вроцлав), дъщеря на херцог Кристиан фон Лигница-Бриг и Луиза фон Анхалт-Десау, дъщеря на княз Йохан Казимир фон Анхалт-Десау и Агнес фон Хесен-Касел. Макар че са протестанти те са венчани от католически свещеник. Бракът е нещастен. През 1680 г. той се развежда. Те имат един син:
- Леополд (1674 – 1744), херцог на Шлезвиг-Холщайн-Зондербург-Визенбург, женен на 6 март 1713 за Мария Елизабет фон и цу Лихтенщайн (1683 – 1744).